# Flemming Olsen
Flemming Olsen (født oktober 1967) er en dansk trommeslager og rockmusiker. Han er først og fremmest kendt for sin medvirken i Hardinger Band, som han blev medlem af i 2014, men også for sit medlemskab af rockbandet Fjell.
Foruden førnævnte bands har Flemming Olsen også spillet trommer for Peter Belli og Hotel Hunger. Ved siden af sin karriere som rockmusiker, laver Olsen desuden telefonmusik og medvirker i den daglige drift på Esrum Kost- og Friskole i Nordsjælland.

## Diskografi

### Hardinger Band
- Sym-fo-19 - 2017

### Fjell
- Fjell - 2003
- Skateboarder - 2005
- We Are The World - We Are The Chicken - 2008
- No Bullshirt - 2010